# MIND (ROUAGEのアルバム)
『MIND』（マインド）は、ROUAGEのメジャー2枚目のスタジオ・アルバム。1997年3月5日発売。マーキュリー・ミュージックエンタテインメント（現・ユニバーサルミュージック）よりリリース。

## 解説
4thシングル「月の素顔」と同時リリースとなった、2ndアルバム。初回限定盤はスペシャルパッケージ仕様。
2ndシングルの「Insomnia」は不眠症というタイトルが追加され、4thシングルの「月の素顔」はアレンジの異なる、アルバムバージョンで収録されている。

## 収録曲
- 全作詞：KAZUSHI（#01, #11を除く）
- 全編曲：ROUAGE、西平彰

| #         | タイトル                   | 作詞      | 作曲    | 時間 |
| --------- | -------------------------- | --------- | ------- | ---- |
| 1.        | 「月蝕…」(Instrumental)    |           | RIKA    | 1:32 |
| 2.        | 「飼い猫」                 |           | KAZUSHI | 5:44 |
| 3.        | 「不眠症 -insomnia-」      |           | RAYZI   | 4:41 |
| 4.        | 「うわのそら」             |           | RIKA    | 5:55 |
| 5.        | 「皮膚の下で逢いましょう」 |           | RAYZI   | 5:44 |
| 6.        | 「さなぎ」                 |           | KAZUSHI | 3:07 |
| 7.        | 「アネモネ」               |           | RAYZI   | 4:34 |
| 8.        | 「食物連鎖」               |           | RIKA    | 3:48 |
| 9.        | 「白い闇」                 |           | SHONO   | 4:33 |
| 10.       | 「月の素顔」               |           | RIKA    | 5:39 |
| 11.       | 「…月光」(Instrumental)    |           | RIKA    | 1:17 |
| 合計時間: | 合計時間:                  | 合計時間: | 46:34   |      |